# Інститутська, 16
Житловий будинок № 16 — номенклатурна будівля з курдонером, спроєктована харківськими архітекторами на чолі із Сергієм Григор'євим. Розташований на Інститутській вулиці, що на Липках у Києві.
За визначенням дослідників, будівля — один із прикладів творчих пошуків київських архітекторів на основі класицистичних форм і  зразок архітектури 1930-х років, який виділяється цікавим просторовим вирішенням. Рішенням виконавчого комітету Київської міськради народних депутатів № 1107 від 18 листопада 1986 року будинок визначено як пам'ятка архітектури місцевого значення (охоронний номер 248).

## Історія ділянки
У другій половині ХІХ сторіччя ділянки № 22 і 24, згодом 36 і 38 (за тогочасною нумерацією) належали Олександру Бруну.
Станом на 1899 рік власницями садиби зазначені Клара, Марія і Матильда Бродські, доньки цукропромисловця Льва Бродського. 1918 року родина Бродських емігрувала у Париж, до Франції.
Близько 1922 року радянська влада націоналізувала садибу.

## Будівництво і використання будівлі
Після перенесення в 1934 році столиці України з Харкова до Києва виникла нагальна потреба в забезпеченні республіканського партійного і радянського керівництва житлом. Для будівництва обрали колишню садибу Бродського, на якій знесли старі споруди.
1934 року Інженерно-будівельний відділ керування справами РНК УСРР запланував зведення 5 будинків на 192 квартири для радянських високопосадовців, зокрема будинок № 20/8 на Інститутській вулиці, будинки № 10 і № 21 на Шовковичній, а також будинок № 5 на Терещенківській. Над проєктуванням працювала бригада харківських архітекторів на чолі із Сергієм Григор'євим.

## Пам'ятник Анатолію Солов'яненку

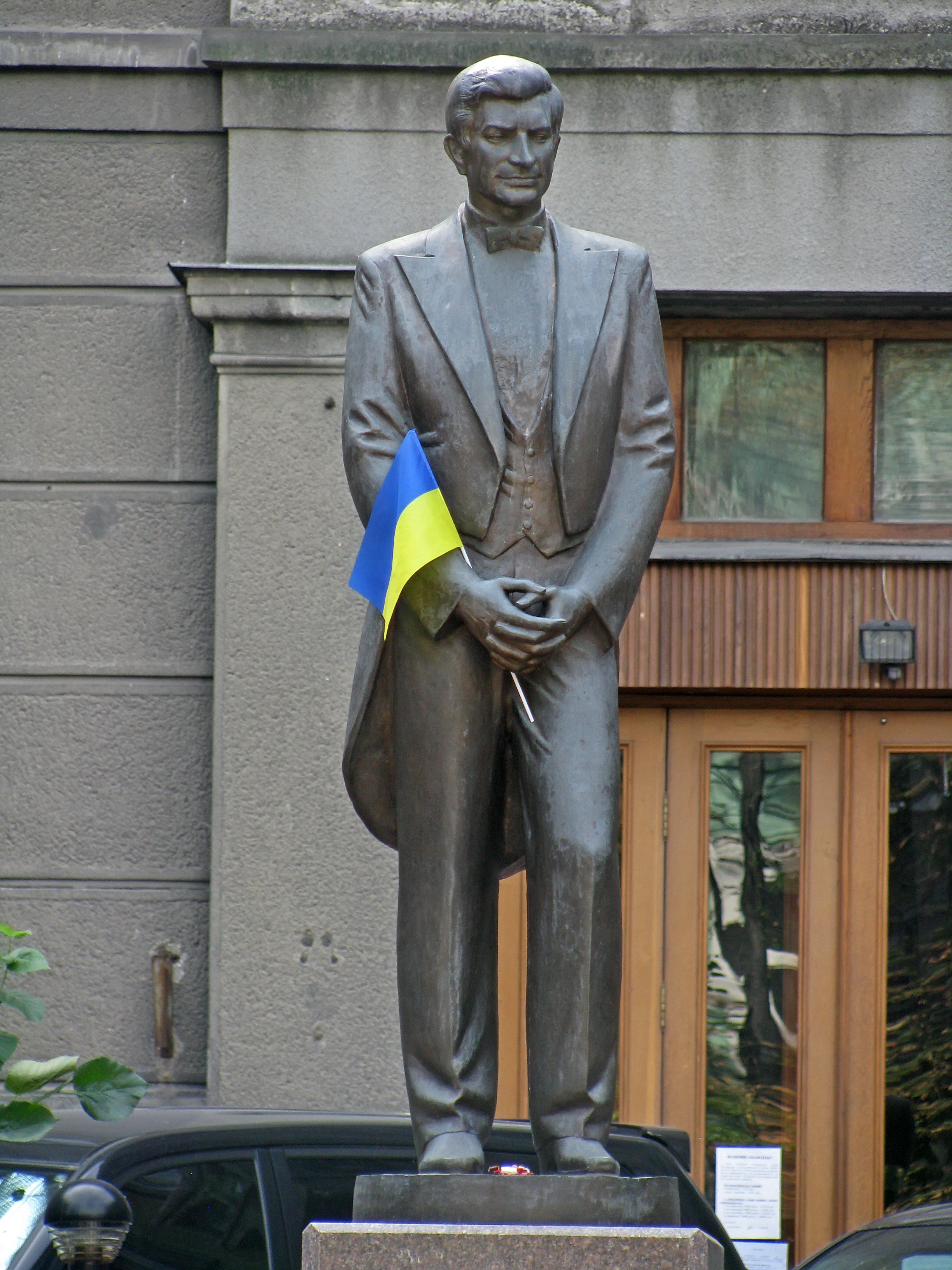
Пам'ятник Анатолію Солов'яненку

У будинку № 16 останні 20 років свого життя мешкав український оперний співак зі світовим ім'ям Анатолій Солов'яненко (1932—1999). 25 вересня 2001 року перед будівлею йому відкрили пам'ятник. Бронзова скульптура встановлена на постаменті з темного граніту. Автори — скульптор Микола Рапай та архітектор В'ячеслав Дормидонтов.

## Архітектура
П'ятиповерхова, цегляна будівля покрита теразитом. У будинку розплановані комфортні три- і чотирикімнатні квартири, а також парадні та чорні сходи. У бокових секціях — аркові вхідні двері.
Симетрична композиція чолового фасаду акцентована вертикаллю суцільно заскленої сходової клітки, характерної для архітектури 1920-х — початку 1930-х років. Бокові секції мають трикутні у плані еркери і ризаліти зі сходовими клітками. Центральна вісь увінчана ступінчастим фронтоном із вазою у декоративній ніші. Площина під вікнами другого — п'ятого поверхів оздоблена декоративними елементами. Три секції будівлі утворюють мальовничий курдонер. У цілому архітектура продумана з урахуванням нефронтального сприймання композиції.
Дворовий фасад вирішений у спрощених функціональних формах. Упорядковане й озеленене подвір'я об'єднано у єдиний простір разом із двома сусідніми будівлями.

## Ілюстрації

Ліве крило
Центральна частина
Праве крило

Декор
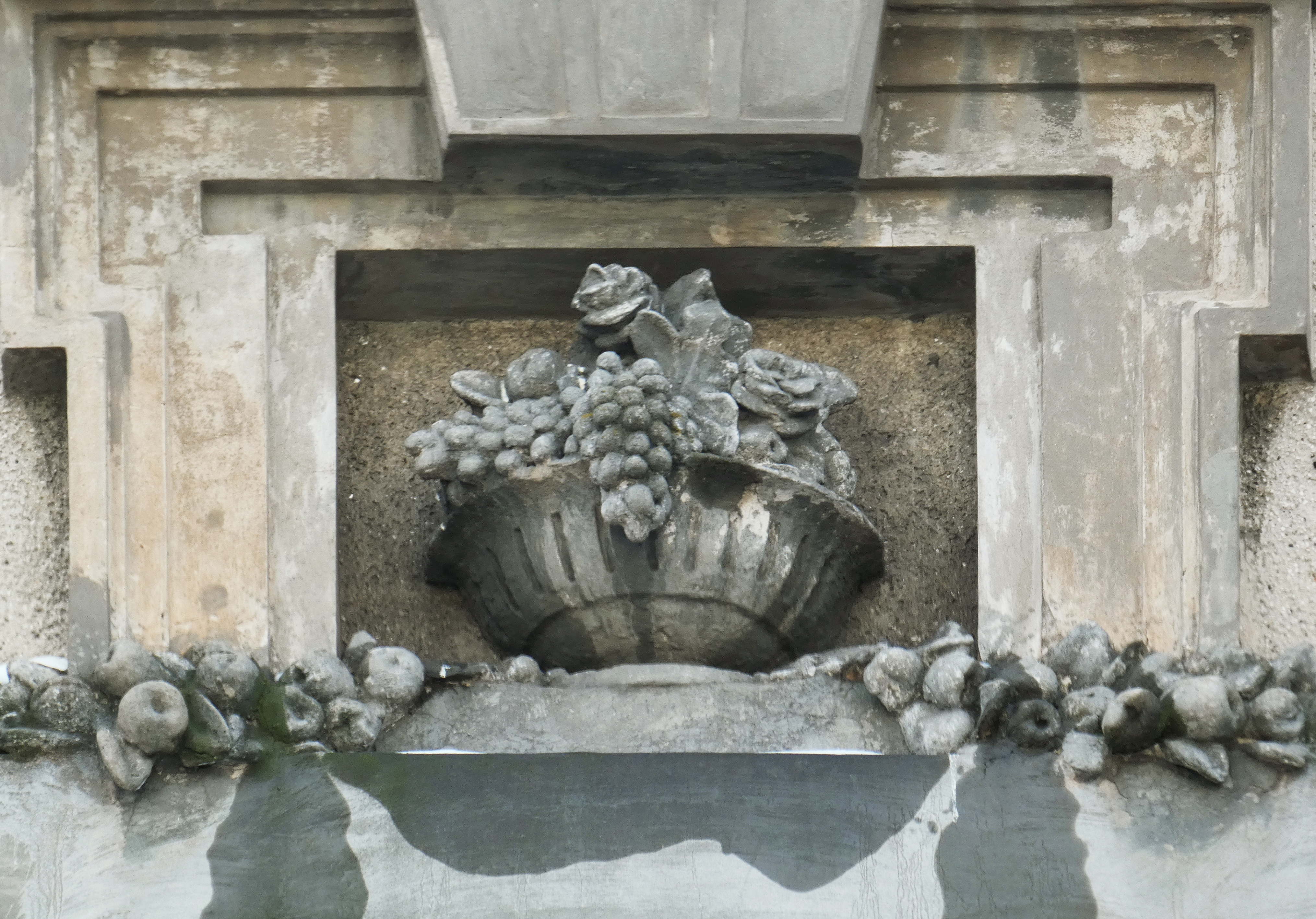
Ваза у декоративній ніші
Оздоблення балконів
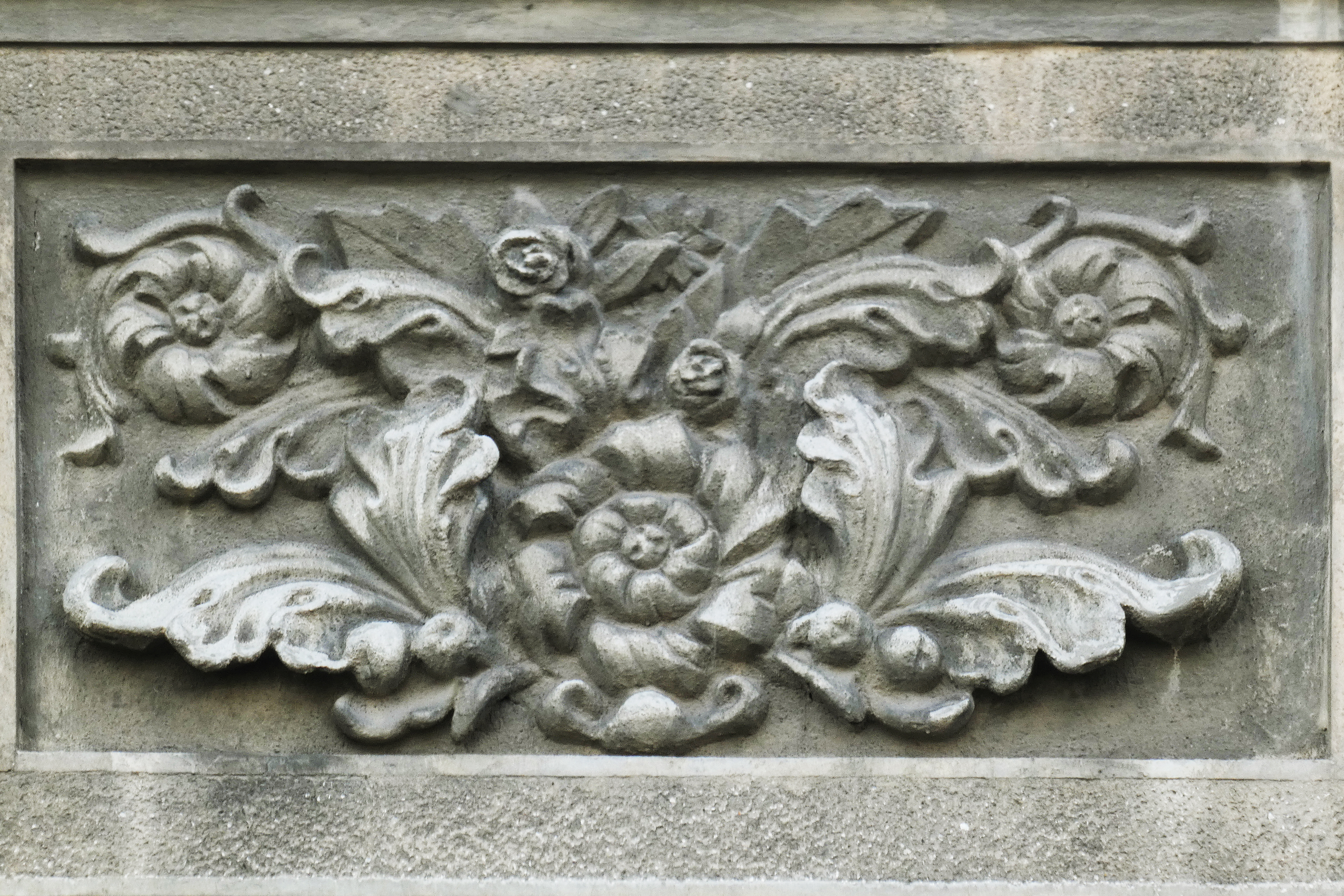
Декор